# 小栗了之
小栗 了之（おぐり りょうし、1923年2月19日 - 2004年7月31日）は、日本の歴史学者、北海道教育大学名誉教授。フランス近代史専攻。兄はドイツ文学者の小栗浩。

## 来歴
北海道函館市生まれ。1949年東北大学文学部西洋史学科卒業。北海道教育大学講師、助教授、教授、1987年定年退官、名誉教授。1999年秋、勲三等旭日中綬章受勲。
2004年7月31日、多臓器不全のため死去。

## 著書
- 『ナポレオン帝国の栄光』人物往来社、1968 世界のドキュメント
- 『フランス革命』教育社歴史新書 西洋史 1979
- 『ナポレオン帝国の栄光と没落』荒地出版社、1983
- 『フランス革命と独裁』荒地出版社、1986
- 『ヴァンデの反乱 影のフランス革命史』荒地出版社、1996
- 『ナポレオンその栄光』幻洋社、1998
- 『ナポレオン三世の生涯とその時代』荒地出版社、2001
- 『タレーラン考 六つの顔を持った男』荒地出版社、2005

## 注
1. 1 2  『現代物故者事典2003～2005』（日外アソシエーツ、2006年）p.141
2. ↑  『人事興信録』1995年、小栗浩の項。